# Suncus varilla
Suncus varilla — вид ссавців родини Soricidae. Зустрічається в Ботсвані, Демократичній Республіці Конго, Лесото, Малаві, Мозамбіку, ПАР, Танзанії, Замбії та Зімбабве.

## Екологія
Цей вид, як правило, асоціюється з термітниками, які є притулком у луках. У Ква-Зулу-Натал, ПАР, цей вид зустрічається в різноманітних середовищах існування, від вторинних узлісь і прибережних лісів, через відкриту савану до приміських садів. Комахоїд. Розмір виводку 3,3 (2–7).

## Характеристики
Дорослі екземпляри досягають довжини голови й тулуба від 44 до 68 мм, довжини хвоста від 25 до 45 мм і ваги близько 6,5  г. Довжина задніх лап 9–10 мм, вух 7–9 мм. Хутро на верхніх частинах тіла складається з волосків темно-сірого кольору біля кореня волосся, далі йде сріблясто-біла смуга, а кінчики волосся коричневі. Це надає верху каштаново-коричневий вигляд із сірим відтінком. Світло-сіре або біле хутро зустрічається знизу, причому основа волосся є найтемнішою. Між цими колірними гамами є чітка межа. Як і в інших представників роду, морда дуже загострена. Очі малі, а вуха округлі. Хвіст має коричневу верхню сторону і більш світлу нижню. Він вкритий більш довгою щетиною.